# سوميكو لواو
سوميكو لواو (بالإنجليزية: Sumiko Iwao)، (2 يناير 1935 - 11 يناير 2018) كانت طبيبة نفسانية يابانية ومعلمة ومحررة وأستاذًا فخريًا في جامعة كيو في طوكيو.